# الحیاة السیاسیة للامام الرضا
الحیاة السیاسیة للامام الرضا اثری است تاریخی از سید جعفر مرتضی عاملی که به صورت تخصصی به زندگانی علی بن موسی الرضا پرداخته است.

## شرح اثر
این اثر با نام الحیاة السیاسیه للامام الرضا علیه السلام دراسه و تحلیل توسط سید جعفر مرتضی عاملی در موضوع سیره علی بن موسی الرضا منتشر شده است. این اثر از دقت بالایی برخوردار است و نسبت به آثار منتشر شده قبل از خودش، جستجوگری مناسب تری را داشته است. مرتضی عاملی در این کتاب از مباحث مختلفی از جمله شعر شاعران، مباحث جغرافیایی و مباحث اخلاقی استفاده کرده است. این اثر در یک جلد و ۴۹۷ صفحه به زندگانی علی بن موسی الرضا پرداخته است.
این کتاب از چهار بخش اصلی و یک بخش درباره منابع و مصادر تشکیل شده است. بخش اول کتاب با عنوان ممهدات، به چگونگی تشکیل سلسله عباسی و برخورد آنان با عامه مردم و علویون پرداخته است. بخش دوم کتاب، در زمینه ها و شرایط بیعت علی بن موسی الشرا با مامون نگارش یافته و به تحلیل این موارد پرداخته است. بخش سوم در مورد عرضه خلافت توسط مأمون به علی بن موسی الرضا و رد آن توسط علی بن موسی الرضا نوشته شده است. در بخش چهارم نیز اقدامات بعدی مأمون تا کشته شدن علی بن موسی الرضا پرداخته شده است.

## وضعیت نشر
این اثر توسط انتشارات جامعه مدرسین حوزه علمیه در قم منتشر شده است. مرکز الاسلامی للدراسات نیز از منتشر کنندگان این اثر است. این کتاب با نام «زندگی سیاسی هشتمین امام، حضرت علی بن موسی الرضا علیه السلام» توسط خلیل خلیلیان به فارسی ترجمه شده است.